# Suvanant Punnakant
Suvanant Punnakant (tiếng Thái: สุวนันท์ ปุณณกันต์, phiên âm: Xu-va-nan Bun-na-can, sinh ngày 22 tháng 7 năm 1978) tên khai sinh là Suvanant Kongying (tiếng Thái: สุวนันท์ คงยิ่ง, phiên âm: Xu-va-nan Không-din), còn có biệt với biệt danh Kob (tiếng Thái: กบ, phiên âm: Cốp), là một nữ diễn viên người Thái Lan. Cô là nữ diễn viên chính trong nhiều lakorn của Thái Lan trong những năm 1990-2000. Cô đã xuất hiện trong một số lakorn (drama), bao gồm Dao pra sook với Sornram Teppitak, trong đó cô đóng vai Dao, nhân vật chính. Cô được bình chọn là người chiến thắng ưa thích của mọi người dành cho nữ diễn viên hàng đầu trong nhiều năm. Cô được coi là nữ diễn viên nổi tiếng nhất Thái Lan và bạn diễn lakorn hàng đầu của cô là Sornram Teppitak.

## Thiếu thời
Suvanant chào đời ở Bệnh viện Sirirat, và sống với bà ngoại tại Chachoengsao khi cô còn nhỏ. Cô chuyển đến Bangkok cùng gia đình khi cô mới 3-4 tuổi. Cha của cô, Amnuay Kongying (mất tháng 11 năm 2001), là một giáo viên và mẹ cô, Ubonrat Kongying, nhân viên làm việc tại Bộ Nông nghiệp và Hợp tác xã. Cô cũng có một em trai tên là Apisith Golf Kongying. Suvanant bắt đầu tham gia diễn xuất từ khi còn rất trẻ.

## Sự nghiệp
Diễn xuất đầu tiên của cô trong một bộ phim truyền hình văn hóa dân gian Thái Lan truyền thống đã giành được sự yêu mến rộng rãi và giải thưởng diễn xuất lớn đầu tiên của cô mà kể từ đó cô đã bổ sung thêm nhiều lần nữa. Cô tiếp tục đóng vai chính trong Dao pra sook (Sao Mai), cô vào vai một thiếu nữ bị bỏ rơi khi còn bé nhưng lớn lên thấy rằng cô được mọi người mong đợi, kể cả nhân vật nam chính do Sornram Theppitak đóng vai.
Hiện cô đã kết hôn với Danuporn Poonnakan còn được biết đến với cái tên Brook, người từng là bạn diễn của cô.
Suvanant tốt nghiệp với tấm bằng Cử nhân Nghệ thuật ngành Truyền thông từ trường Đại học Rangsit.
Cô được trả một khoản tiền không được tiết lộ – được cho là lên tới hàng triệu baht – để làm người dẫn chương trình cho mỹ phẩm Mistine. Suvanant cũng là một nhà vô địch trượt băng chuyên nghiệp.
Năm 2003, một tờ báo lá cải của Campuchia đã đưa tin Suvanant Punnakant có bài phát biểu tuyên bố rằng Angkor Wat thuộc về Thái Lan, lời tố cáo về sau được cho là vô căn cứ. Điều này đã thúc đẩy cuộc bạo loạn Phnôm Pênh năm 2003, khiến cho Đại sứ quán Thái Lan ở Campuchia bị phá hủy. Theo phỏng vấn với tờ Bangkok Post, Punnakant nói rằng lời phát biểu này lấy từ một lời thoại của nhân vật của mình trong một bộ phim truyền hình cô đã đóng.
Suvanant cũng được biết đến với việc đồng tổ chức chương trình nổi tiếng Jun pun dao cùng với Nattawut Skidjai.

## Đóng phim

### Phim truyền hình
| Năm  | Phim                                                                 | Vai                                              | Đóng với                                                 | Đài         |
| ---- | -------------------------------------------------------------------- | ------------------------------------------------ | -------------------------------------------------------- | ----------- |
| 1992 | Ma Lai Thong                                                         | มาลัยทอง                                          | Chaiya Mitchai                                           | CH7         |
| 1992 | Yor Pra Klin                                                         | ยอพระกลิ่น                                         |                                                          | CH7         |
| 1993 | Payong (Kiêu hãnh)                                                   | Suay / Nasseu                                    | Sornram Teppitak                                         | CH7         |
| 1993 | Kert Tae Tom (Ánh sao ma thuật)                                      | Mingkomut / "Ming"                               | Touch Na Takuatung                                       | CH7         |
| 1994 | Mamia                                                                | Mamia                                            | Sornram Teppitak                                         | CH7         |
| 1994 | Dao Pra Sook (Sao Mai)                                               | Dao Pra Sook                                     | Sornram Teppitak                                         | CH7         |
| 1995 | Dao Tame Din (Ngôi sao định mệnh)                                    | Jear                                             | Jakrapun Abkornburi                                      | CH7         |
| 1995 | Oh....Mada (Ôi...Mẹ ơi)                                              | May                                              | Billy Ogan                                               | CH7         |
| 1995 | Sai Lohit (Huyết mạch kiêu hùng)                                     | Daorueng / "Dao"                                 | Sornram Teppitak                                         | CH7         |
| 1996 | Dok Kaew                                                             | Dok Kaew                                         | Swiss Petvisetsiri                                       | CH7         |
| 1996 | Duai Rang Athitarn (Sức mạnh nguyện ước)                             | Worada [Past] \| Nattamon [Present]              | Sarunyoo Wongkrachang                                    | CH7         |
| 1996 | Duchanee Nang                                                        | Duchanee                                         | Rattatammanoon Srirerk                                   | CH7         |
| 1997 | Taddao Bussaya                                                       | Taddao Bussaya / Sutad                           | Ekarat Sarasuk                                           | CH7         |
| 1997 | Tawan Tor Saeng (Ánh dương rực rỡ)                                   | Rasa                                             | Puntakarn Thongjure                                      | CH7         |
| 1997 | Ngern Ngern Ngern                                                    | Apirati                                          | (khách mời)                                              | CH7         |
| 1998 | Luk Tan Loy Kaew                                                     | Mintra Warachoti / Luk Kaew                      | Danuporn Punnakun                                        | CH7         |
| 1998 | Sawan Biang (Thiên đường tội lỗi)                                    | Narin                                            | Danuporn Punnakun                                        | CH7         |
| 1999 | Kharm See Tan Dorn (Vượt qua đại dương)                              | Deunsip                                          | Teerapat Sajakul                                         | CH7         |
| 1999 | Tang Khai Lome...Prome Mai Likit (Quả trứng định mệnh)               | Kantima                                          | Danuporn Punnakun                                        | CH7         |
| 2000 | Marn Bang Jai (Bức màn tình yêu)                                     | Fuenglada / "Lada"                               | John Ratanaveroj                                         | CH7         |
| 2000 | Look Mai Klai Ton (Hậu sinh khả úy)                                  | Rasa Bintornwachara (Sa)                         | Andrew Gregson                                           | CH7         |
| 2001 | Dung Sawan Sab (Lời nguyền đến từ thiên đường)                       | Dawan                                            | Nattawut Skidjai                                         | CH7         |
| 2001 | Ngao Jai (Dối tình)                                                  | Metinee / "Me"                                   | Danuporn Punnakun                                        | CH7         |
| 2002 | Katakorn Kammathep (Thần ái tình giết chóc)                          | Orn                                              | Nattawut Skidjai                                         | CH7         |
| 2002 | Kum Mun Sunya                                                        | Chalunda / Nong Da                               | Danuporn Punnakun                                        | CH7         |
| 2002 | Mekhala                                                              | Mekhala                                          | Atsadawut Luengsuntorn                                   | CH7         |
| 2003 | Mae Khun Aei (Ôi, quý cô dịu dàng)                                   | Sarapee                                          | Thana Suttikamul                                         | CH7         |
| 2003 | Khun Jaew Kapao Kai Khun Chai Khai Dao (Cô hầu xấc xược và Hoàng tử) | Porphai                                          | Julachak Chakrapong                                      | CH7         |
| 2004 | Ruk Kern Pikad Kaen (Yêu hơn trả thù)                                | Yittha / Khun nu Ying                            | Patiparn Pataweekarn                                     | CH7         |
| 2004 | Duan Duard (Thiên thần bóng tối/Mặt trăng giận dữ)                   | Montakarn Chotirat                               | Veraparb Suparbpaiboon                                   | CH7         |
| 2004 | Khun Poh Rub Jang (Bố cho thuê)                                      | Natcha                                           | Sornram Teppitak                                         | CH7         |
| 2005 | Mon Rak Look Toong (Âm nhạc từ Cánh đồng Tình yêu)                   | Thongkwao                                        | Nattawut Skidjai                                         | CH7         |
| 2005 | Sapai Tornado (Con dâu bão tố)                                       | Parndao                                          | Pattarapol Silapajarn                                    | CH7         |
| 2006 | Lhong Ngao Jun (Lạc dưới bóng trăng)                                 | Pimchanok / "Pim"                                | Santi Visaboonchai                                       | CH7         |
| 2006 | Duang Jai Patiharn (Phép màu của trái tim)                           | Morin                                            | Sornram Teppitak                                         | CH7         |
| 2006 | Kol Ruk Game Payabath (Trò chơi tình yêu quỷ quyệt của báo thù)      | Kompai                                           | Shahkrit Yamnam                                          | CH7         |
| 2007 | Pu Soom Fao Sup (Những người bảo vệ kho báu)                         | Pimala [Present] \| Mae Manee [Past]             | Santi Visaboonchai                                       | CH7         |
| 2007 | Budsaba Rei Ruk (Quý bà mời yêu)                                     | Bussaba / Bussabamintra                          | Veraparb Suparbpaiboon                                   | CH7         |
| 2008 | Saai Yai Sawad (Trái phiếu đam mê)                                   | Lai                                              | Santi Visaboonchai                                       | CH7         |
| 2008 | Nang Tard (Duyên tình của em)                                        | Yen                                              | Veraparb Suparbpaiboon                                   | CH7         |
| 2008 | Silamanee (Viên đá quý)                                              | Princess Saengfarng / Ngam Saenluang / Mae Liang | Pattarapol Silapajarn                                    | CH7         |
| 2010 | Reun Son Ruk (Ngôi nhà của tình yêu giấu mặt)                        | Dararoong                                        | Tanapat Rattapong                                        | CH7         |
| 2017 | Kwan Jai Thailand                                                    | Ann Inthira                                      | Sornram Teppitak                                         | WorkpointTV |
| 2017 | Nam So Sai (Lời thì thầm của biển cả)                                | Wannaree Prakarnpan                              | Sornram Teppitak                                         | CH7         |
| 2018 | Barb Ruk (Tình yêu lầm lỗi)                                          | Kiranan / "Ki"                                   | Ruengrit McIntosh & Sean Jindachot                       | OneHD       |
| 2019 | Diamond Eyes 2                                                       |                                                  | Danuporn Punnakun                                        | MONO        |
| 2020 | Oum Rak Game Luang (Hoán đổi cục cưng)                               | Potchamon                                        | Nawat Kulrattanarak, Dom Hetrakul, Jespipat Tilapornputt | OneHD       |
|      | Plerng Kinaree                                                       |                                                  |                                                          | CH7         |

### Phim truyền hình ngắn
- Sawan Babb
- Ru Tau Mua Ja Tai (đóng vai nhỏ)
- Ratree Phirap
- Chomrom Tor Tarn Puying
- Ma Mia
- Hom Klin Kwam Ruk
- Duchanee Nang
- Phan Nung Ratree
- Siam Manusti
- Majurat Ting-Tong (khách mời)
- Ngern Ngern Ngern (khách mời)
- Ru Fa Yang Fa Yu
- Thong Lang Pra (2000) - vai Pen (đóng với Sornram Theappitak)
- Mae Pra Thorranee
- Kum Mun Sunya

### Phim
- Like this world has tofu and methodical teacher (1994) - vai Sali (đóng với Sornram Teppitak)
- Kongroi 501: Tung Jai Ja Tak, Tae Mai Tak Theaw (1995) - vai Ghee (đóng với Andrew Gregson)
- 2, 2, 1, two-roll, still not racing as well. She: Love, can you answer? (1996)
- Teal, Paintbrush and Tee Wood (1996) - vai Rewadee
- In Country Melody (2007) - vai Isam (đóng với Pitisak Yaowananon)
- Busaba Bold and Beautiful (2008) - vai Dao (đóng với Veraparb Suparbpaiboon)
- In Country Melody 2 (2009) - vai Isam (đóng với Pitisak Yaowananon)

### Âm nhạc
- Kae Ruk Gor Por (Dao Pra Suk Original Soundtrack)
- Waan Fah Sai (Mistine Commercial Soundtrack)
- Mon Ruk Luktung Original Soundtrack

### Quảng cáo
- Camera PENTAX (Year 1993)
- LUX soap (1994)
- Hello 1800 using sound effects for commercials (1995)
- Shampoo HEAD & SHOULERS (1998)
- Miss Teen Neo Bright (2001)
- Mistine NEW STAR (2003)
- Whoever loves to drink milk (2004)
- Miss Teen SUNSTOP (2005)
- Thaweesin Savings Lottery set, BAAC for 40 years (May 2006)
- Thaweesin BAAC Savings Lottery (ngày 27 tháng 10 năm 2006)
- Scott Kitz Chicken Soup (2018)
- Scotch Kitz Choco Yummy Set (2018)

### Chương trình truyền hình (MC)
- Jhan Phun Dao
- 07 Show
- Suek Song Baan